# 2 Unlimited-diszkográfia
Ez a szócikk a holland 2 Unlimited nevű duó diszkográfiája, mely 4 stúdióalbumot, 5 válogatást, 21 videóklipet, és 22 kislemezt, 1 DVD válogatást tartalmaz számos remixszel együtt.

## Stúdióalbumok
| Cím                                 | Album megjelenés                                                                    | Legmagasabb helyezés | Legmagasabb helyezés | Legmagasabb helyezés | Legmagasabb helyezés | Legmagasabb helyezés | Legmagasabb helyezés | Legmagasabb helyezés | Legmagasabb helyezés | Legmagasabb helyezés | Legmagasabb helyezés | Legmagasabb helyezés | Díjak, jelölések                                                     |
| Cím                                 | Album megjelenés                                                                    | NL                   | AUS                  | AUT                  | CAN                  | GER                  | JPN                  | NOR                  | SWE                  | SWI                  | UK                   | US                   | Díjak, jelölések                                                     |
| ----------------------------------- | ----------------------------------------------------------------------------------- | -------------------- | -------------------- | -------------------- | -------------------- | -------------------- | -------------------- | -------------------- | -------------------- | -------------------- | -------------------- | -------------------- | -------------------------------------------------------------------- |
| Get Ready!                          | - Megjelent: 1992 február 24. - Label: Byte Records, ZYX - Formátum: CD, MC, LP     | 12                   | 10                   | —                    | 17                   | —                    | 85                   | —                    | 27                   | —                    | 37                   | 197                  | - AUS: Arany - US: Arany                                             |
| No Limits                           | - Megjelent: 1993 május 10. - Label: Byte Records, ZYX - Formátum: CD, MC, LP       | 1                    | 3                    | 3                    | 7                    | 4                    | 17                   | 2                    | 3                    | 3                    | 1                    | —                    | - AUS: Arany - AUT: Arany - JPN: Arany - SWE: Platina - SWI: Platina |
| Real Things                         | - Megjelent: 1994 június 6. - Label: Byte Records, ZYX Music - Formátum: CD, MC, LP | 1                    | 18                   | 4                    | 33                   | 3                    | 16                   | 14                   | 2                    | 3                    | 1                    | —                    | - SWI: Arany - UK: Arany - JPN: Arany                                |
| II (Titled "Wanna Get Up" in Japan) | - Megjelent: 1998 május 25. - Label: Byte Records - Formátum:CD, MC                 | 55                   | —                    | —                    | —                    | —                    | 56                   | —                    | —                    | —                    | —                    | —                    |                                                                      |
| "—" nem volt slágerlistás helyezés  |                                                                                     |                      |                      |                      |                      |                      |                      |                      |                      |                      |                      |                      |                                                                      |

## Válogatás albumok
| Cím                                | Album megjelenés                                                                                  | Legmagasabb helyezés | Legmagasabb helyezés | Legmagasabb helyezés | Legmagasabb helyezés | Legmagasabb helyezés | Legmagasabb helyezés | Legmagasabb helyezés | Legmagasabb helyezés | Legmagasabb helyezés | Legmagasabb helyezés | Díjak, jelölések         |
| Cím                                | Album megjelenés                                                                                  | NL                   | AUS                  | BEL (Fl)             | BEL (Wa)             | FIN                  | JPN                  | NOR                  | NZ                   | UK                   | US                   | Díjak, jelölések         |
| ---------------------------------- | ------------------------------------------------------------------------------------------------- | -------------------- | -------------------- | -------------------- | -------------------- | -------------------- | -------------------- | -------------------- | -------------------- | -------------------- | -------------------- | ------------------------ |
| Hits Unlimited                     | - Megjelent: 1995 október 30 - Label: Byte Records, ZYX - Formátum: CD, cassette, vinyl           | 4                    | 78                   | 5                    | 24                   | 24                   | 7                    | 22                   | 8                    | 27                   | 107                  | - JPN: Arany - NZ: Arany |
| Best Hits                          | - Megjelent: 1995 - Label: Byte Records - Formátum: CD                                            | —                    | —                    | —                    | —                    | —                    | —                    | —                    | —                    | —                    | —                    |                          |
| Best Unlimited                     | - Megjelent: 1998 szeptember 30 - Label: Prime Cut - Formátum: CD                                 | —                    | —                    | —                    | —                    | —                    | 85                   | —                    | —                    | —                    | —                    |                          |
| The Complete History               | - Megjelent: 2004 február 9 - Label: ZYX - Formátum: CD, MC                                       | —                    | —                    | —                    | —                    | —                    | —                    | —                    | —                    | —                    | —                    |                          |
| Hits Unlimited                     | - Megjelent: 2013 március 22 - Label: ARS Entertainment, Universal - Formátum: Digitális letöltés | —                    | —                    | 61                   | —                    | —                    | —                    | —                    | —                    | —                    | —                    |                          |
| Unlimited Hits And Remixes         | - Megjelent: 2014 május 17 - Label: Byte Records - Formátum: Digitális letöltés                   | —                    | —                    | 105                  | —                    | —                    | —                    | —                    | —                    | —                    | —                    |                          |
| "—" nem volt slágerlistás helyezés |                                                                                                   |                      |                      |                      |                      |                      |                      |                      |                      |                      |                      |                          |

## Remix albumok
| 1993 | Power Tracks'                    | 62 |
| 1998 | Non-Stop Mix Best                | —  |
| 2001 | Greatest Hits Remixes            | —  |
| 2003 | Trance Remixes (Special Edition) | —  |
| 2006 | Greatest Remix Hits              | —  |

## Kislemezek
| Cím                                | Év   | Legmagasabb helyezés | Legmagasabb helyezés | Legmagasabb helyezés | Legmagasabb helyezés | Legmagasabb helyezés | Legmagasabb helyezés | Legmagasabb helyezés | Legmagasabb helyezés | Legmagasabb helyezés | Legmagasabb helyezés | Legmagasabb helyezés | Díjak, jelölések                                                     | Album                |
| Cím                                | Év   | NL                   | AUS                  | AUT                  | BEL (Fl)             | FRA                  | GER                  | IRE                  | SPA                  | SWE                  | SWI                  | UK                   | Díjak, jelölések                                                     | Album                |
| ---------------------------------- | ---- | -------------------- | -------------------- | -------------------- | -------------------- | -------------------- | -------------------- | -------------------- | -------------------- | -------------------- | -------------------- | -------------------- | -------------------------------------------------------------------- | -------------------- |
| "Get Ready For This"               | 1991 | 10                   | 2                    | —                    | 8                    | —                    | —                    | 3                    | 2                    | 36                   | —                    | 2                    | - AUS: Arany                                                         | Get Ready!           |
| "Twilight Zone"                    | 1992 | 1                    | 11                   | 10                   | 5                    | —                    | 20                   | 2                    | 3                    | 9                    | 15                   | 2                    |                                                                      | Get Ready!           |
| "Workaholic"                       | 1992 | 4                    | 35                   | —                    | 8                    | —                    | —                    | 2                    | 6                    | 24                   | 37                   | 4                    |                                                                      | Get Ready!           |
| "The Magic Friend"                 | 1992 | 3                    | 16                   | 26                   | 4                    | —                    | 17                   | 3                    | 9                    | 27                   | —                    | 11                   |                                                                      | Get Ready!           |
| "No Limit"                         | 1993 | 1                    | 7                    | 1                    | 1                    | 1                    | 2                    | 1                    | 1                    | 1                    | 1                    | 1                    | - AUS: Arany - AUT: Arany - FRA: Arany - GER: Platina - SWI: Platina | No Limits            |
| "Tribal Dance"                     | 1993 | 2                    | 5                    | 3                    | 2                    | 4                    | 2                    | 2                    | 1                    | 2                    | 2                    | 4                    | - AUS: Arany - GER: Arany                                            | No Limits            |
| "Faces"                            | 1993 | 2                    | 54                   | 10                   | 3                    | 16                   | 8                    | 7                    | 4                    | 11                   | 19                   | 8                    |                                                                      | No Limits            |
| "Maximum Overdrive"                | 1993 | 6                    | 32                   | 13                   | 4                    | 35                   | 16                   | 11                   | 2                    | 18                   | 23                   | 15                   |                                                                      | No Limits            |
| "Let The Beat Control Your Body"   | 1994 | 2                    | 39                   | 11                   | 4                    | 10                   | 8                    | 6                    | 10                   | 11                   | 11                   | 6                    |                                                                      | No Limits            |
| "The Real Thing"                   | 1994 | 1                    | 39                   | 7                    | 2                    | 10                   | 4                    | —                    | 3                    | 2                    | 2                    | 6                    |                                                                      | Real Things          |
| "No One"                           | 1994 | 3                    | 70                   | 14                   | 3                    | 19                   | 18                   | 18                   | 10                   | 15                   | 15                   | 17                   |                                                                      | Real Things          |
| "Here I Go"                        | 1995 | 4                    | 80                   | 17                   | 6                    | 25                   | 22                   | —                    | 11                   | 20                   | 38                   | 22                   |                                                                      | Real Things          |
| "Nothing Like The Rain"            | 1995 | 8                    | 134                  | —                    | 23                   | —                    | —                    | —                    | 14                   | —                    | —                    | —                    |                                                                      | Real Things          |
| "Do What's Good For Me"            | 1995 | 14                   | 87                   | 29                   | 14                   | —                    | 50                   | —                    | 3                    | 35                   | 41                   | 16                   |                                                                      | Hits Unlimited       |
| "Jump For Joy"                     | 1996 | 8                    | 137                  | 24                   | 12                   | —                    | 39                   | —                    | 4                    | 32                   | —                    | —                    |                                                                      | Hits Unlimited       |
| "Spread Your Love"                 | 1996 | 13                   | —                    | —                    | 19                   | —                    | —                    | —                    | 10                   | 45                   | —                    | —                    |                                                                      | Hits Unlimited       |
| "Wanna Get Up"                     | 1998 | 15                   | —                    | —                    | 7                    | 70                   | 88                   | —                    | 3                    | 58                   | —                    | 38                   |                                                                      | II                   |
| "Edge Of Heaven"                   | 1998 | 41                   | —                    | —                    | 7                    | —                    | —                    | —                    | 8                    | —                    | —                    | —                    |                                                                      | II                   |
| "Never Surrender"                  | 1998 | 59                   | —                    | —                    | 23                   | —                    | —                    | —                    | 5                    | —                    | —                    | —                    |                                                                      | II                   |
| "No Limit 2.3"                     | 2003 | —                    | —                    | —                    | —                    | —                    | 41                   | —                    | —                    | —                    | —                    | —                    |                                                                      | The Complete History |
| "Tribal Dance 2.4"                 | 2004 | —                    | —                    | 58                   | —                    | —                    | 78                   | —                    | —                    | —                    | —                    | —                    |                                                                      | The Complete History |
| "—" nem volt slágerlistás helyezés |      |                      |                      |                      |                      |                      |                      |                      |                      |                      |                      |                      |                                                                      |                      |